# Championnat de France de tennis professionnel
Le Championnat international de France Professionnel, également appelé Internationaux de France Professionnels ou encore the French Pro en anglais, est un ancien tournoi de tennis créé en 1930 et organisé jusqu'en 1968. Le tournoi, réservé aux joueurs de tennis professionnels, s'est joué sur terre battue à Roland-Garros et sur parquet au Stade Pierre-de-Coubertin entre 1963 et 1967.

## Historique
En 1930, l'Association Française des Professionnels et des Professeurs de Tennis (AFPPT) organise son premier tournoi 18 au 22 juin, appelé Championnat International de France Professionnel.
Les premières éditions du French Pro ne sont pas clairement établies. Dans History of the Pro Tennis Wars, Ray Bowers ne fait aucune référence au tournoi entre 1930 et 1933, contrairement à Joe McCauley (History of Professionnel Tennis) qui a retrouvé des résultats de tournois pour ces années.
En 1931 et 1932, a été organisé le Championnat de France des professeurs au Croix-Catelan qui mettait aux prises les meilleurs professeurs du pays. Martin Plaa et Robert Ramillon se sont sans surprise retrouvés en finale.
Selon Bowers, la seule compétition professionnelle organisée à Roland Garros en 1933 fut une rencontre France-États-Unis, remportée 4-1 par ces derniers où Cochet domina Barnes, Tilden battit Plaa et Cochet, Barnes vainquit Plaa. Les américains remportèrent le double. Des sources considèrent peut-être à tort que le match Tilden-Cochet, constituant le principal enjeu de la rencontre, fut la finale d'un French Pro supposé.
Le tournoi retrouve son caractère international en 1934 dans le cadre des Tilden Tennis Tours, série de tournois organisés par Bill Tilden et sa troupe.
Joe McCauley considère le tournoi professionnel de Paris organisé au Palais des Sports du 21 au 22 novembre 1953 comme une édition des Championnats de France professionnels. Ce tournoi a vu la victoire de Frank Sedgman sur Pancho Gonzales. En janvier 1950, au même endroit Pancho Segura vainquit Jack Kramer.
Contrairement à ses homologues US Pro et Wembley Pro, il n'a pas survécu au passage de l'ère Open, étant remplacé de fait par les Internationaux de France à Roland-Garros.

## Palmarès

### Simple
| No       | Date       | Nom et lieu du tournoi                                      | Catégorie      | Dotation       | Surface        | Vainqueur       | Finaliste       | Score                   |                |
| -------- | ---------- | ----------------------------------------------------------- | -------------- | -------------- | -------------- | --------------- | --------------- | ----------------------- | -------------- |
| 1        | 18-06-1930 | Championnats de France internationaux professionnels, Paris |                | NC $           | Terre (ext.)   | Karel Koželuh   | Albert Burke    | 4-6, 7-5, 6-3, 8-6      | Tableau        |
| 2        | 02-06-1931 | Championnat de France des professeurs, Croix-Catelan        |                | NC $           | Terre (ext.)   | Martin Plaa     | Robert Ramillon | 6-3, 6-1, 3-6, 6-2      |                |
| 3        | 22-06-1932 | Championnat de France des professeurs, Croix-Catelan        |                | NC $           | Terre (ext.)   | Robert Ramillon | Martin Plaa     | 6-4, 3-6, 8-6, 6-4      |                |
| 4        | 22-06-1933 | Rencontre France-Etats-Unis, Paris                          |                | NC $           | Terre (ext.)   | Bill Tilden     | Henri Cochet    | 6-3, 6-4, 6-2           |                |
| 5        | 21-09-1934 | Tilden Tennis Tours, Paris                                  |                | NC $           | Terre (ext.)   | Bill Tilden     | Martin Plaa     | 6-2, 6-4, 7-5           |                |
| 6        | 03-07-1935 | Championnats internationaux professionnels, Paris           |                | NC $           | Terre (ext.)   | Ellsworth Vines | Hans Nüsslein   | 10-8, 6-4, 3-6, 6-1     |                |
| 7        | 03-07-1936 | Championnats de France professionnels, Paris                |                | NC $           | Terre (ext.)   | Henri Cochet    | Robert Ramillon | 6-3, 6-1, 6-1           |                |
| 8        | 14-06-1937 | Championnats de France professionnels, Paris                |                | NC $           | Terre (ext.)   | Hans Nüsslein   | Henri Cochet    | 6-2, 8-6, 6-3           |                |
| 9        | 09-09-1938 | Championnats de France professionnels internationaux, Paris |                | NC $           | Terre (ext.)   | Hans Nüsslein   | Bill Tilden     | 6-0, 6-1, 6-2           |                |
| 10       | 27-06-1939 | , Paris                                                     |                | NC $           | Terre (ext.)   | Donald Budge    | Ellsworth Vines | 6-2, 7-5, 6-3           |                |
|          | 1940-1956  | Pas de tournoi                                              | Pas de tournoi | Pas de tournoi | Pas de tournoi | Pas de tournoi  | Pas de tournoi  | Pas de tournoi          | Pas de tournoi |
| 11       | 12-09-1956 | Championnat du monde professionnels, Paris                  |                | NC $           | Terre (ext.)   | Tony Trabert    | Pancho Gonzales | 6-3, 4-6, 5-7, 8-6, 6-2 |                |
|          | 1957       | Pas de tournoi                                              | Pas de tournoi | Pas de tournoi | Pas de tournoi | Pas de tournoi  | Pas de tournoi  | Pas de tournoi          | Pas de tournoi |
| 12       | 18-09-1958 | , Paris                                                     |                | NC $           | Terre (ext.)   | Ken Rosewall    | Lew Hoad        | 3-6, 6-2, 6-4, 6-0      |                |
| 13       | 09-09-1959 | Championnats internationaux professionnels, Paris           |                | NC $           | Terre (ext.)   | Tony Trabert    | Frank Sedgman   | 6-4, 6-4, 6-4           |                |
| 14       | 12-09-1960 | , Paris                                                     |                | NC $           | Terre (ext.)   | Ken Rosewall    | Lew Hoad        | 6-2, 2-6, 6-2, 6-1      |                |
| 15       | 14-09-1961 | Championnat du monde professionnels sur terre battue, Paris |                | NC $           | Terre (ext.)   | Ken Rosewall    | Pancho Gonzales | 2-6, 6-3, 6-4, 8-6      |                |
| 16       | 10-09-1962 | , Paris                                                     |                | NC $           | Terre (ext.)   | Ken Rosewall    | Andrés Gimeno   | 3-6, 6-3, 7-5, 6-2      |                |
| 17       | 09-09-1963 | Championnats professionnels de Coubertin, Paris             |                | NC $           | NC             | Ken Rosewall    | Rod Laver       | 6-8, 6-4, 5-7, 6-3, 6-4 |                |
| 18       | 08-09-1964 | Championnats professionnels de Coubertin, Paris             |                | NC $           | NC             | Ken Rosewall    | Rod Laver       | 6-3, 7-5, 3-6, 6-3      |                |
| 19       | 08-09-1965 | Championnats professionnels de Coubertin, Paris             |                | NC $           | NC             | Ken Rosewall    | Rod Laver       | 6-3, 6-2, 6-4           |                |
| 20       | 28-09-1966 | Championnats professionnels de Coubertin, Paris             |                | NC $           | NC             | Ken Rosewall    | Rod Laver       | 6-3, 6-2, 14-12         |                |
| 21       | 10-10-1967 | Championnats professionnels de Coubertin, Paris             |                | 25 000 US $    | NC             | Rod Laver       | Andrés Gimeno   | 6-4, 8-6, 4-6, 6-2      |                |
| Ère Open |            |                                                             |                |                |                |                 |                 |                         |                |
| 22       | 09-07-1968 | , Paris                                                     |                | 30 000 US $    | Terre (ext.)   | Rod Laver       | John Newcombe   | 6-2, 6-2, 6-3           |                |

### Double
| No | Date       | Nom et lieu du tournoi                                      | Catégorie          | Dotation           | Surface            | Vainqueurs                   | Finalistes                   | Score                   |                    |
| -- | ---------- | ----------------------------------------------------------- | ------------------ | ------------------ | ------------------ | ---------------------------- | ---------------------------- | ----------------------- | ------------------ |
| 1  | 18-06-1930 | Championnats de France internationaux professionnels, Paris |                    | NC $               | Terre (ext.)       | Karel Koželuh Roman Najuch   | Albert Burke Edmond Burke    | 6-4, 6-2, 3-6, 6-2      |                    |
| 2  | 21-09-1934 | Tilden Tennis Tours, Paris                                  |                    | NC $               | Moquette (int.)    | Keith Gledhill Bill Tilden   | Albert Burke Martin Plaa     | 6-3, 5-7, 5-7, 7-5, nf  |                    |
| 3  | 03-07-1935 | Championnats internationaux professionnels, Paris           |                    | NC $               | Terre (ext.)       | Ellsworth Vines Bill Tilden  | Albert Burke Hans Nüsslein   | 6-3, 3-6, 7-5, 6-4      |                    |
| 4  | 03-07-1936 | Championnats de France professionnels, Paris                |                    | NC $               | Terre (ext.)       | Albert Burke Henri Cochet    | Martin Plaa Robert Ramillon  | 6-1, 4-6, 6-4, 6-3      |                    |
| 5  | 14-06-1937 | Championnats de France professionnels, Paris                |                    | NC $               | Terre (ext.)       | Lester Stoefen Bill Tilden   | Henri Cochet Robert Ramillon | 6-4, 3-6, 6-2, 6-3      |                    |
| 6  | 09-09-1938 | Championnats de France professionnels internationaux, Paris |                    | NC $               | Terre (ext.)       | Martin Plaa Robert Ramillon  | Hans Nüsslein Bill Tilden    | 6-3, 4-6, 4-6, 6-3, 6-4 |                    |
| 7  | 27-06-1939 | , Paris                                                     |                    | NC $               | Terre (ext.)       | Donald Budge Ellsworth Vines | Henri Cochet Robert Ramillon | 6-4, 6-2, 2-6, 6-4      |                    |
|    | 1940-1956  | Pas de tournoi                                              | Pas de tournoi     | Pas de tournoi     | Pas de tournoi     | Pas de tournoi               | Pas de tournoi               | Pas de tournoi          | Pas de tournoi     |
| 8  | 12-09-1956 | Championnat du monde professionnels, Paris                  |                    | NC $               | Terre (ext.)       | Pancho Gonzales Tony Trabert | Rex Hartwig Frank Sedgman    | 6-3, 2-6, 6-1, 6-4      |                    |
|    | 1957       | Pas de tournoi                                              | Pas de tournoi     | Pas de tournoi     | Pas de tournoi     | Pas de tournoi               | Pas de tournoi               | Pas de tournoi          | Pas de tournoi     |
| 9  | 18-09-1958 | , Paris                                                     |                    | NC $               | Terre (ext.)       | NC                           | NC                           | NC                      |                    |
| 10 | 09-09-1959 | Championnats internationaux professionnels, Paris           |                    | NC $               | Terre (ext.)       | Mervyn Rose Frank Sedgman    | Lew Hoad Tony Trabert        | NC                      |                    |
| 11 | 12-09-1960 | , Paris                                                     |                    | NC $               | Terre (ext.)       | NC                           | NC                           | NC                      |                    |
| 12 | 14-09-1961 | Championnat du monde professionnels sur terre battue, Paris |                    | NC $               | Terre (ext.)       | Lew Hoad Ken Rosewall        | Pancho Gonzales Tony Trabert | 6-1, 6-3, 8-10, 13-11   |                    |
|    | 1962-1968  | Résultats inconnus                                          | Résultats inconnus | Résultats inconnus | Résultats inconnus | Résultats inconnus           | Résultats inconnus           | Résultats inconnus      | Résultats inconnus |